# Pigmalión y Galatea (Gérôme)
Pigmalión y Galatea (Pygmalion et Galatée) es una obra del pintor francés Jean-Léon Gérôme, realizada en 1890. Existen dos versiones de la pintura y la más famosa se conserva en el Museo Metropolitano de Arte de Nueva York. 

## Historia
Jean-Léon Gérôme pintó la obra en el verano de 1890, basándose en un tema artístico que fue popular a lo largo del siglo XIX. La primera versión fue adquirida por Boussod, Valadon & Cie el 22 de marzo de 1892 y el 7 de abril fue revendida a Charles T. Yerkes. Tras su muerte, la obra fue vendida varias veces hasta que fue donada al museo de Nueva York por Louis C. Raegner en 1927.

## Descripción

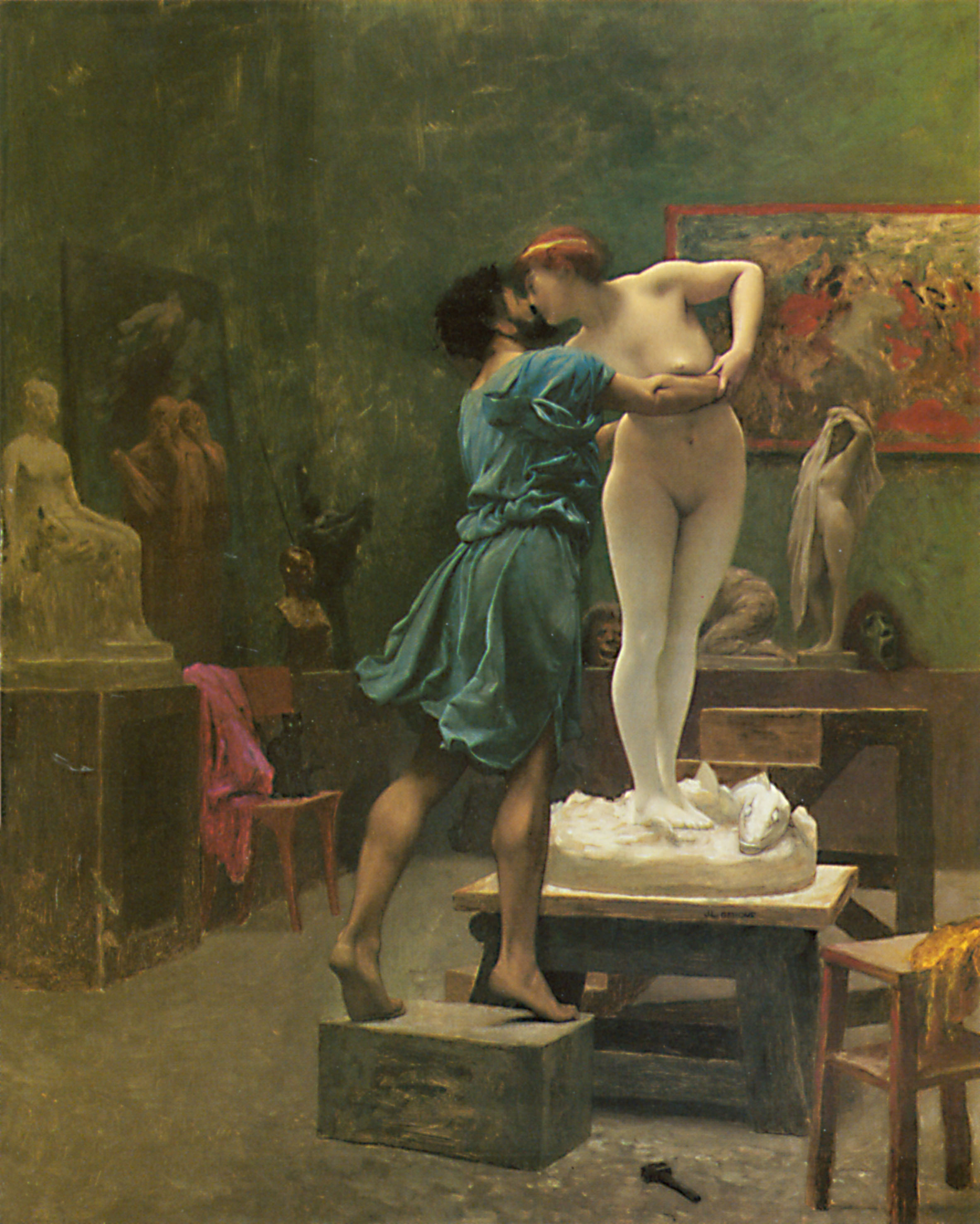
La segunda versión de la obra.

La pintura presenta el mito griego de Pigmalión y Galatea, contado en las Metamorfosis de Ovidio.  Según el mito, el escultor Pigmalión creó una estatua de una mujer y se enamoró de ella, tanto que deseó que la escultura estuviera viva. La diosa Afrodita, que lo inspiró para la creación, decidió complacerlo y dio vida a la estatua. De hecho, el cuadro representa la transformación de Galatea en una mujer real, mientras es besada por Pigmalión.
Tan pronto como la estatua desnuda se transforma en una mujer real y se inclina para besar al escultor, el pequeño Cupido se materializa en la estancia listo para disparar su flecha para hacer que ambos se enamoren. En la primera versión Galatea es vista desde atrás, mientras que en la segunda es vista de frente. Además, en la segunda versión Cupido está ausente y Galatea lleva una diadema recogiendo un cabello más rojizo.
Gérôme representa el cambio progresivo en el color de la piel de Galatea: sus piernas siguen siendo de mármol blanco, mientras que sus muslos, glúteos y cuerpo inclinado adquieren un tinte rosado y la blandura de la carne y su cabello se ha vuelto castaño. A sus pies se puede ver un pez de mármol.
El estudio de Pigmalión está decorado con varias pequeñas esculturas, máscaras teatrales y algunas pinturas en las paredes.

## Pigmalión y Galateaen las obras posteriores de Gérôme

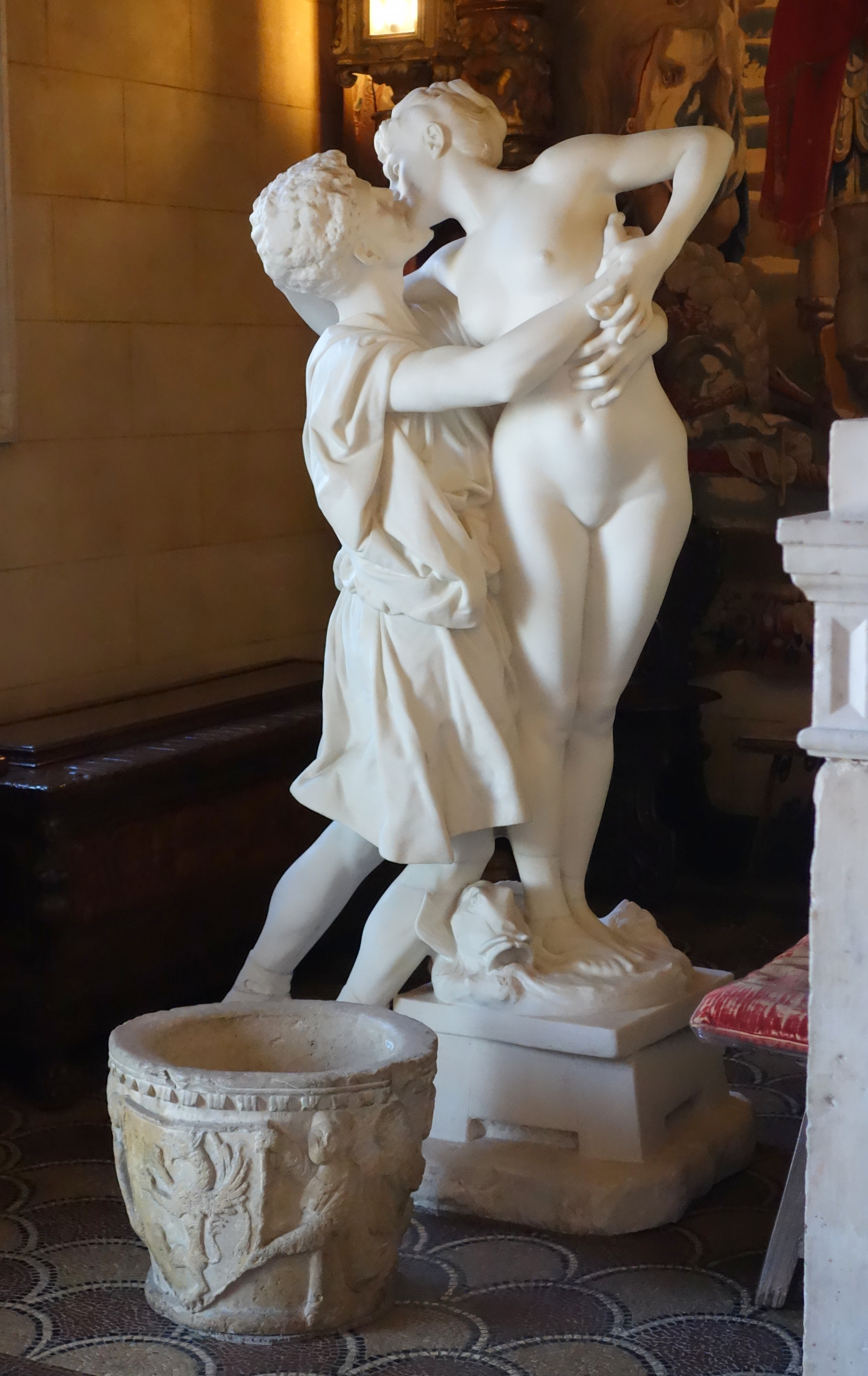
La versión escultórica, hoy en el Castillo Hearst.

En 1891, Gérôme hizo una estatua de mármol del mismo tema (ahora en el Castillo Hearst, California), quizás basada en una versión de yeso utilizada como modelo para la pintura. 
Las dos versiones del cuadro aparecen en el fondo de dos cuadros donde el artista se representa a sí mismo mientras esculpía Tanagra, obra creada el mismo año que el cuadro Pigmalión y Galatea. El primero, El artista y su modelo, se encuentra actualmente en el museo Haggin, mientras que el segundo, Trabajo del mármol, se conserva en el museo de arte Dahesh. Los dos lienzos son muy similares y difieren solo en algunos detalles: la reproducción de Pigmalión y Galatea está colgada en la pared, a la izquierda del artista. De este modo, Gérôme se identificó con Pigmalión al intentar esculpir a su mujer perfecta. 

## El cuadro en el fondo de autorretratos contemporáneos

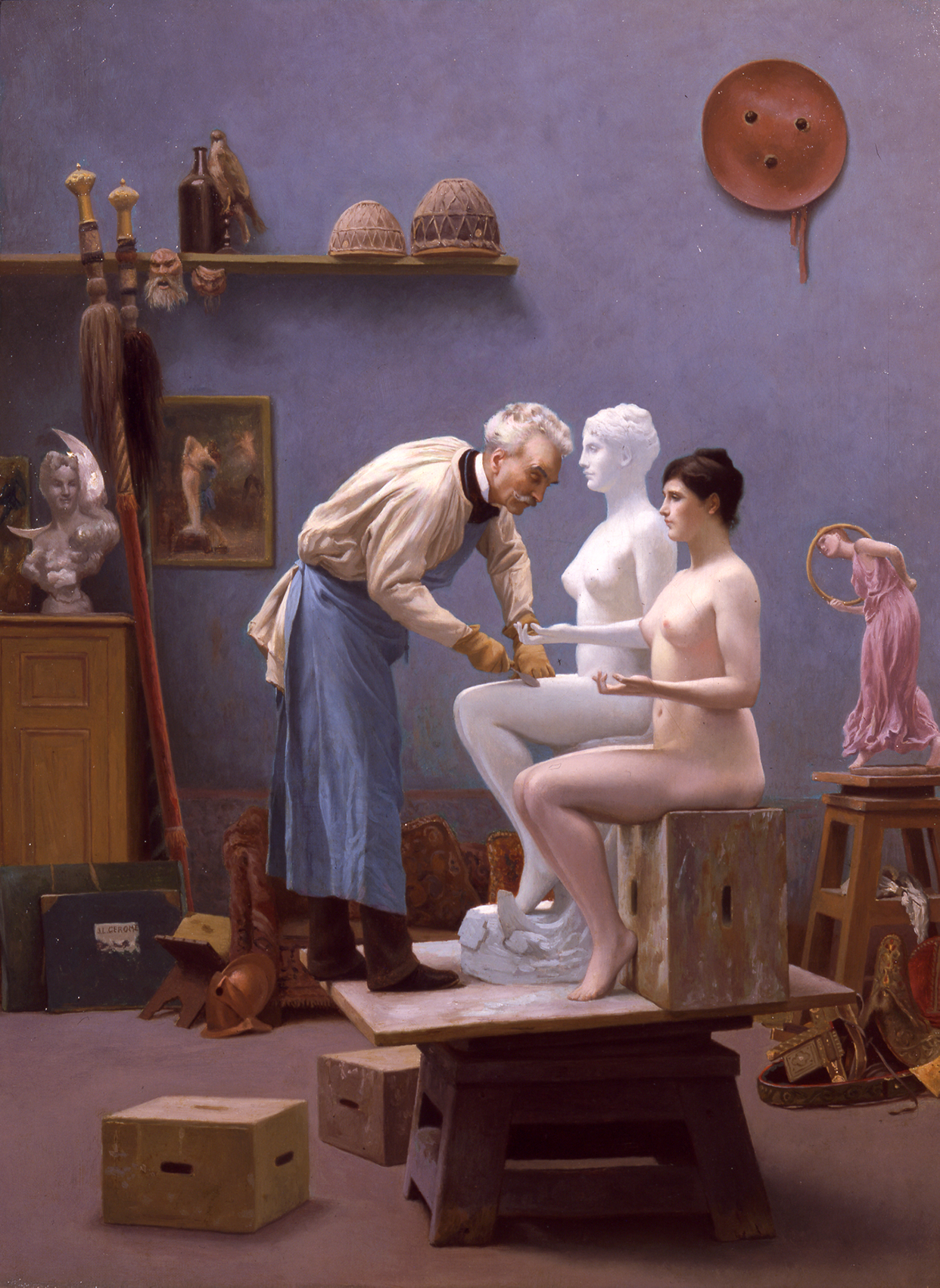
El artista y su modelo, 1894, museo Haggin.
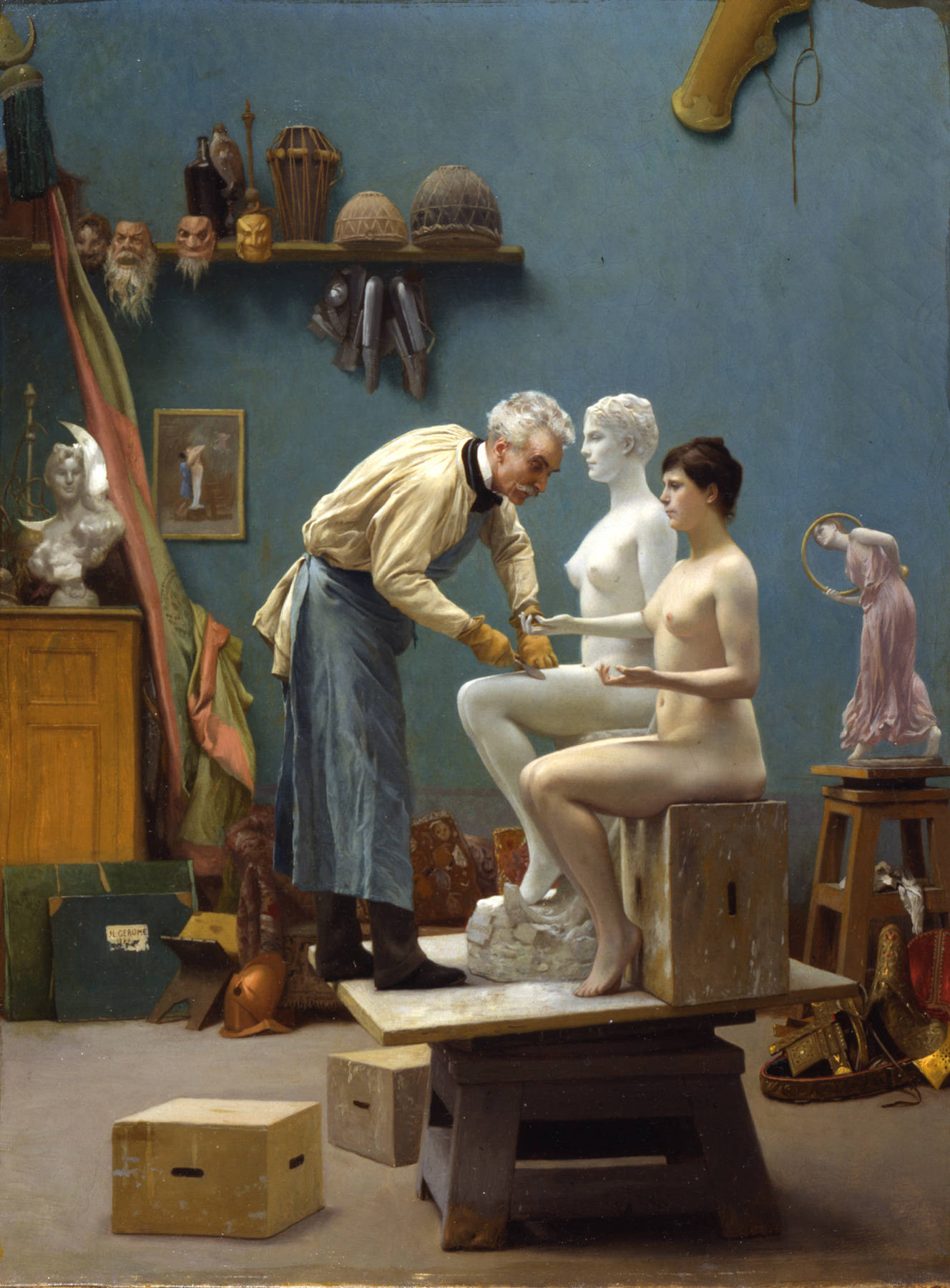
Trabajo del mármol, 1890, museo de Dahesh.